# Ясный (Марий Эл)
 Ясный  — посёлок в Советском районе Республики Марий Эл. Входит в состав Солнечного сельского поселения.

## География
Находится в центральной части республики Марий Эл на расстоянии приблизительно 24 км по прямой на юг от районного центра посёлка Советский.

## История
Посёлок основан в 1979 году на базе бывшего военного городка. Градообразующим предприятием является местная исправительная колония № 5. Указанная колония общего режима предназначена для мужчин, ранее не отбывавших наказание в виде лишения свободы.

## Население
Население составляло 786 человек (русские 60 %, мари 27 %) в 2002 году, 982 в 2010.